# Concoules
Concoules é uma comuna francesa na região administrativa de Occitânia, no departamento de Gard. Estende-se por uma área de 16,47 km². Em 2010 a comuna tinha 263 habitantes (densidade: 16 hab./km²).